# Cristian Jesús Martínez
Cristian Jesús Martínez (Ciudad de Panamá, Panamá; 6 de febrero de 1997) es un futbolista panameño. Juega de centrocampista en el Hapoel Ironi Kiryat Shmona de la Liga Premier de Israel, cedido por el CD Plaza Amador. Es internacional absoluto con la selección de Panamá desde 2016.

## Trayectoria

### Chorrillo FC
Martínez entró a la academia del Chorrillo FC a los ocho años en donde se formó en las categorías inferiores del club e hizo su debut profesional en la primera división de Panamá el 8 de septiembre de 2013 en el empate 1 a 1 contra el Alianza FC en el estadio Luis Ernesto Cascarita Tapia en donde fue suplente y entró al minuto 44 por Algish Dixón. En la LPF Apertura 2013 jugó 4 partidos en donde quedaron en la sexta posición quedándose a unos pasos de las semifinales. Salió campeón de la LPF Clausura 2014 en donde le ganaron la final 1 a 0 contra el Río Abajo FC en el estadio Rommel Fernández en donde no estuvo convocado, en dicho torneo jugó 1 partido. En la LPF Clausura 2015 jugó 1 partido en donde quedaron en la novena posición. Fue subcampeón de la LPF Apertura 2015 en donde perdieron la final en un marcador 3 a 0 por penales tras quedar 1 a 1 en los tiempos extras contra el CD Árabe Unido en el estadio Rommel Fernández en donde fue titular y jugó todo el partido, en dicho torneo jugó 18 partidos y anotó 1 gol. Fue nuevamente subcampeón pero esta vez de la LPF Clausura 2016 en donde perdieron la final 1 a 0 contra el CD Plaza Amador en el estadio Rommel Fernández en donde no estuvo convocado por fue anunciado en un nuevo club, en dicho torneo jugó 13 partidos y anotó 2 goles.

### Columbus Crew SC
El 17 de mayo de 2016 fue anunciado su préstamo al Columbus Crew de la MLS. Debutó en la MLS el 1 de junio de 2016 en la derrota por 3-2 ante el Philadelphia Union en el Subaru Park en donde fue suplente en donde entró al minuto 70 por Justin Meram y anotó el segundo gol en el minuto 90+3, convirtiéndose en el jugador más joven en anotar un gol en la temporada regular con los Crew. En la Lamar Hunt U.S. Open Cup 2016 jugó 2 goles y anotó 1 gol en donde fueron eliminados en los octavos de final tras perder 2 a 1 contra el Chicago Fire en el SeatGeek Stadium en donde fue titular y jugó todo el partido. En la Major League Soccer 2016 jugó 5 partidos y anotó 1 gol en donde quedaron en la novena posición de la conferencia este.

### Pittsburgh Riverhounds
El 10 de agosto de 2016 fue anunciado su préstamo al club filial del Columbus Crew, el Pittsburgh Riverhounds de la USL. Debutó con el club el 10 de agosto de 2016 en la derrota 4 a 1 contra el FC Montréal en el Complexe sportif Claude-Robillard en donde fue titular y jugó hasta el minuto 80. En la United Soccer League 2018 jugó 8 partidos en donde quedaron en la décima tercera posición de la conferencia este.

### Columbus Crew SC
El 25 de enero de 2017 Martínez fue anunciado que el Columbus Crew SC compraba los derechos deportivo de Martínez de manera definitiva. El 5 de mayo de 2017 lo envió a préstamo a un nuevo club.

### FC Cincinnati
El 5 de mayo de 2017 fue anunciado su préstamo al FC Cincinnati de la USL. Debutó con el club el 6 de mayo de 2017 en el empate 1 a 1 contra el Richmond Kickers en el City Stadium en donde fue titular y jugó hasta el minuto 59. En la United Soccer League 2017 jugó 1 partido en donde fueron eliminados en los cuartos de final 3 a 0 el Tampa Bay Rowdies en donde no estuvo convocado por regreso al Columbus Crew.

### Columbus Crew SC
El 14 de junio de 2017 fue anunciado su regreso al Columbus Crew SC. Disputó su primer partido tras su regreso el 22 de julio de 2017 en la victoria 1 a 0 contra el Philadelphia Union en el Historic Crew Stadium en donde fue suplente y entró al minuto 75 por Justin Meram. En la Lamar Hunt U.S. Open Cup 2017 estuvo en la banca en 1 partido en donde fueron eliminados en la cuarta ronda en un marcador de 1 a 0 contra el FC Cincinnati en el Nippert Stadium en donde estuvo como suplente todo el partido. En la Major League Soccer 2017 jugó 8 partidos en donde fueron subcampeones de la conferencia este en donde perdieron en un marcador global de 1 a 0 contra el Toronto FC en donde estuvo en la banca en 1 partido. En la Lamar Hunt U.S. Open Cup 2018 en donde fueron eliminados en la cuarta ronda tras perder 9 a 10 en los penales tras quedar 2 a 2 contra el Chicago Fire en el Historic Crew Stadium en donde titular, anotó el primer gol del equipo, anotó su penal y jugó todo el partido. En la Major League Soccer 2018 jugó 15 partidos en donde quedaron eliminados en las semifinales de conferencia tras perder en un marcador global de 1 a 3 contra el New York Red Bulls en donde jugó en 1 partido.

### Chicago Fire
Columbus Crew no renovó el contrato del jugador al término de la temporada 2018, y el 12 de diciembre de 2018 el jugador panameño fue seleccionado por el Chicago Fire en el Waiver Draft de la MLS. Debutó con el club el 2 de marzo de 2019 en la derrota 2 a 1 contra Los Angeles Galaxy en el Dignity Health Sports Park en fue suplente y entró al minutó 68 por Aleksandar Katai. En la Lamar Hunt U.S. Open Cup 2019 estuvo como suplente en 1 partido en donde fueron eliminados en la cuarta ronda tras perder 2 a 1 contra el Saint Louis Football Club en el Harlen C. Hunter Stadium en donde fue estuvo como suplente en todo el partido. En la Major League Soccer 2019 en donde 5 partidos en donde quedaron en la octava posición de la conferencia este quedándose a un paso de la Primera Ronda.

### Las Vegas Lights FC
El 23 de agosto de 2019 fue anunciado su préstamo a los Las Vegas Lights FC. Debutó con el club el 24 de agosto de 2019 en la derrota 1 a 0 contra el Portland Timbers 2 en el Cashman Field en donde suplente y entró al minuto 57 por Rodolfo Zelaya. En la USL Championship 2019 jugó 9 partidos y anotó 2 goles en donde quedaron en la décima tercera posición de la Conferencia oeste.

### Cádiz CF
El 18 de enero de 2020, fue anunciado como nuevo jugador del Cádiz Club de Fútbol en donde firmó hasta el 30 de junio de 2022 y que lo cedería a un equipo de Segunda División B.

### Recreativo de Huelva
El 24 de enero de 2020 fue anunciado su préstamo al Real Club Recreativo de Huelva. Debutó con el club el 9 de febrero de 2020 en el empate 3 a 3 contra el Mérida AD en el estadio Nuevo Colombino en donde fue suplente y entró al minuto 80 por Chuli. En la Segunda División B de España 2019-20 jugó 5 partidos en donde quedaron en la décima tercera posición del grupo IV en donde se clasificaron a la Copa Real Federación Española de Fútbol 2020.

### Cádiz CF "B"
El 1 de septiembre de 2020 fue anunciado su préstamo al Cádiz CF "B". Debutó con el club el 29 de noviembre de 2020 en la derrota 1 a 0 contra el Unión Deportiva Tamaraceite en el campo de fútbol Juan Guedes en donde fue suplente y entró al minuto 84 por Jordi Tur. En la Segunda División B de España 2020-21 jugó 1 partido en donde quedaron en la sexta posición de la Segunda fase para primera división RFEF del Grupo IV - D permaneciendo en la Segunda División RFEF.

### CD Plaza Amador
El 30 de enero de 2021 el Cádiz Club de Fútbol anunció su cesión de seis meses al CD Plaza Amador de Panamá. Debutó con el club el 20 de febrero de 2021 en la victoria 3 a 0 contra el Tauro FC en el estadio Maracaná de Panamá en donde fue titular y jugó hasta el minuto 75. Salió campeón del Torneo Apertura 2021 en donde le ganó final 2 a 1 contra el Club Deportivo Universitario en el estadio Universitario en donde fue titular y jugó todo el partido, en dicho torneo jugó 17 partidos y anotó 1 gol. El 5 de agosto de 2021, se anunció de forma oficial su traspaso de forma definitiva al Plaza Amador. En el Torneo Clausura 2021 jugó 13 partidos y anotó 1 gol en donde fueron eliminados en los playoff en un marcador de 0 a 1 contra el Veraguas CD en el estadio Maracaná de Panamá en donde fue titular y jugó todo el partido.

### Monagas SC
El 5 de febrero de 2022 fue anunciada su cesión al Monagas SC. Debutó con el club el 22 de febrero de 2022 en la derrota 0 a 3 contra el Everton de Viña del Mar en el estadio Monumental de Maturín en donde fue titular y jugó todo el partido. En la Copa Libertadores 2022 jugó 2 partidos en donde fueron eliminados en la Fase clasificatoria contra el Everton en donde jugó en los 2 partidos. Quedó subcampeón de la primera división de Venezuela 2022 jugó 29 partidos y dio 5 asistencias en donde quedaron en la segunda posición en la Fase Final Libertadores.

### Najran SC
El 20 de enero de 2023 fue anunciado su cesión al Najran SC. Debutó con el club 27 de enero de 2023 en la derrota 2 a 0 contra el Ohod Club en el estadio Mohammed bin Abdul Aziz. Disputó la Liga Yello 2022-23.

### CD Plaza Amador
El 26 de julio de 2023 fue anunciado su regreso al CD Plaza Amador.  debutó con el club tras su regreso el 5 de agosto de 2023 en la derrota 2 a 0 contra el Tauro FC en el estadio Rommel Fernández en donde fue titular y jugó todo el partido. En el Torneo Clausura 2023 jugó 4 partidos y dio 2 asistencias en donde quedó en la quinta posición.

### Al-Jandal SC
El 16 de septiembre de 2023 fue anunciada su cesión al Al-Jandal SC. Debutó con el club el 15 de septiembre de 2023 en la victoria 1 a 0 contra Al-Kholood Club en el Al-Hazem Club Stadium en donde fue en donde fue suplente y entró al minutó 67 por Hassan Abu Shaheen. En la Liga de Yello 2023-24 jugó 28 partidos, anotó 7 goles y dio 3 asistencias en donde quedó en la duodécima posición.

### Hapoel Ironi Kiryat Shmona
El 13 de julio de 2024 fue anunciado su cesión al Hapoel Ironi Kiryat Shmona hasta el 30 de junio de 2025 con opción a compra.

## Selección nacional

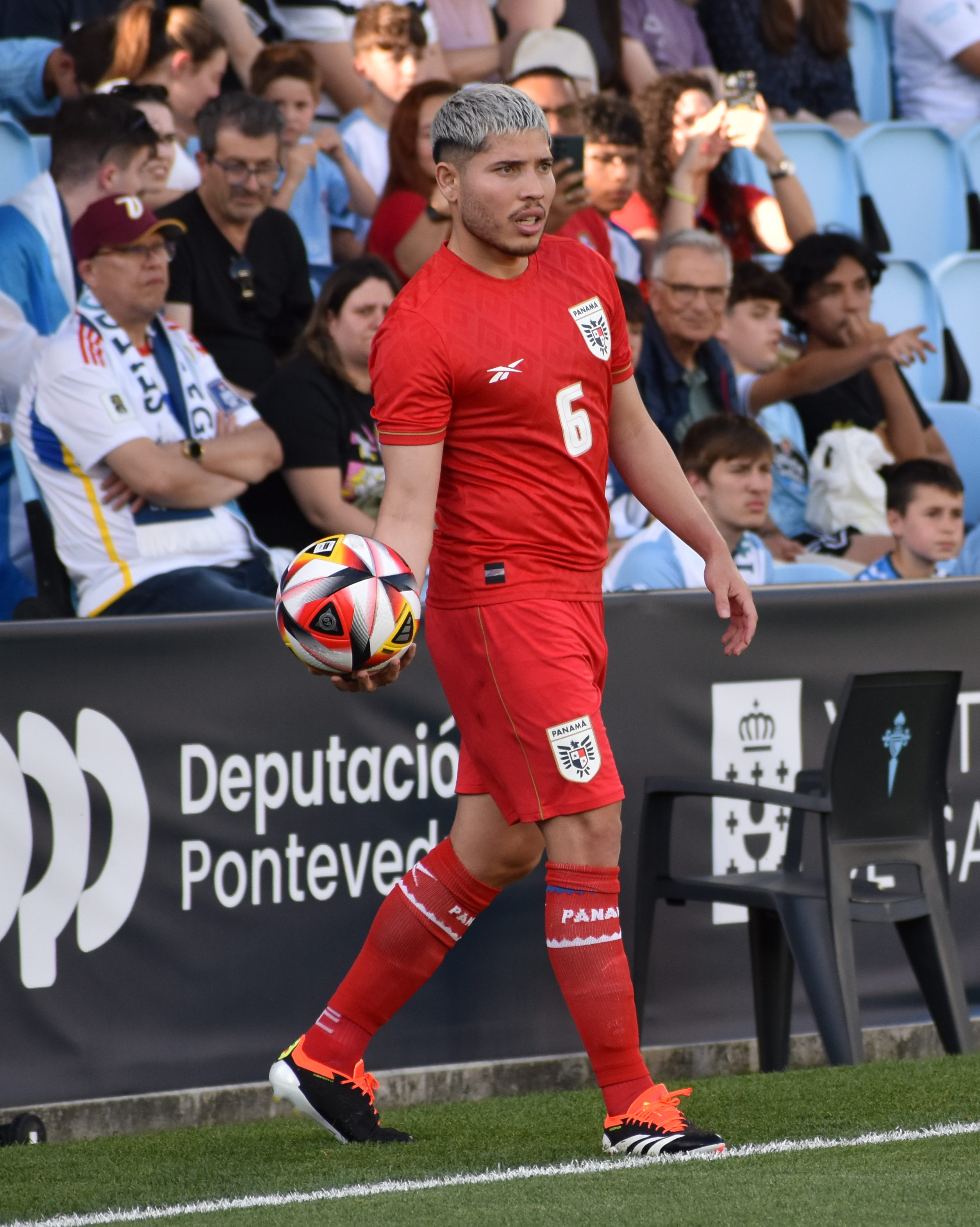
Cristian Martínez con la selección de Panamá.

### Categorías inferiores
Fue convocado por la selección sub-20 de Panamá para disputar el Campeonato Sub-20 de la Concacaf de 2017 en donde jugó 5 partidos en donde quedaron eliminados en la Fase de clasificación en donde quedaron en la última posición del grupo E.

### Selección absoluta
Debutó con la selección absoluta el 17 de febrero de 2016, en un encuentro amistoso en la victoria 1 a 0 contra El Salvador en el estadio Maracaná de Panamá en donde fue suplente y entró al minuto 78 por Armando Cooper.
 En mayo de 2018 fue nombrado en el plantel preliminar para la Copa Mundial de Fútbol de 2018 en Rusia. Sin embargo, no fue parte de la plantilla final. En la Clasificación de Concacaf para la Copa Mundial de Fútbol de 2022 jugó 8 partidos en donde quedaron en la quinta posición quedándose a un paso del repechaje. En la Liga de Naciones de la Concacaf 2022-23 jugó 5 partidos en donde quedaron en el cuarto lugar tras perder 1 a 0 contra México en el Allegiant Stadium en donde fue suplente y entró al minuto 65 por Aníbal Godoy. Fue subcampeón de la Copa de Oro de la Concacaf 2023 en donde perdieron la final 1 a 0 contra el México en el SoFi Stadium en donde fue suplente todo el partido, en dicho copa jugó 4 partidos. En la Copa América 2024 jugó 4 partidos y dio 1 asistencia en donde fueron eliminados en los cuartos de final en donde perdieron 5 a 0 contra Colombia en el State Farm Stadium en donde fue titular y jugó hasta el minuto 62.

### Participaciones en selección nacional
| Copa                     | Categoría | Sede                    | Resultado             | Partidos | Goles |
| ------------------------ | --------- | ----------------------- | --------------------- | -------- | ----- |
| Campeonato Sub-20 2017   | Sub-20    | Costa Rica              | Fase de clasificación | 5        | 0     |
| Liga de Naciones 2022-23 | Mayor     | Concacaf                | Cuarto lugar          | 5        | 0     |
| Copa Oro 2023            | Mayor     | Estados Unidos - Canadá | Subcampeón            | 4        | 0     |
| Liga de Naciones 2023-24 | Mayor     | Concacaf                | Cuarto lugar          | 6        | 0     |
| Copa América 2024        | Mayor     | Estados Unidos          | Cuartos de final      | 4        | 0     |
| Liga de Naciones 2024-25 | Mayor     | Concacaf                | Subcampeón            | 4        | 0     |

### Goles internacionales
| Núm. | Fecha              | Lugar                                              | Rival  | Gol | Resultado | Competición               |
| ---- | ------------------ | -------------------------------------------------- | ------ | --- | --------- | ------------------------- |
| 1    | 6 de junio de 2024 | Estadio Rommel Fernández, Ciudad de Panamá, Panamá | Guyana | 1-0 | 2-0       | Eliminatoria Mundial 2026 |

## Clubes
| Club                                | País           | Año         |
| ----------------------------------- | -------------- | ----------- |
| Chorrillo FC                        | Panamá         | 2012 - 2017 |
| Columbus Crew SC (cedido)           | Estados Unidos | 2016        |
| Pittsburgh Riverhounds (cedido)     | Estados Unidos | 2016        |
| Columbus Crew SC                    | Estados Unidos | 2017 - 2018 |
| FC Cincinnati (cedido)              | Estados Unidos | 2017        |
| Chicago Fire                        | Estados Unidos | 2019        |
| Las Vegas Lights FC (cedido)        | Estados Unidos | 2019        |
| Cádiz CF                            | España         | 2020 - 2021 |
| Recreativo de Huelva (cedido)       | España         | 2020        |
| Cádiz CF "B" (cedido)               | España         | 2020 - 2021 |
| CD Plaza Amador                     | Panamá         | 2021        |
| Monagas SC (cedido)                 | Venezuela      | 2022        |
| CD Plaza Amador                     | Panamá         | 2023        |
| Najran FC (cedido)                  | Arabia Saudita | 2023 - 2024 |
| Hapoel Ironi Kiryat Shmona (cedido) | Israel         | 2024 - Act. |

## Estadísticas

### Clubes
Actualizado al último partido disputado el 28 de mayo de 2024.
| Chorrillo FC · Panamá                                                                      | 1.ª           | 2013-14       | 5   | 0  | - | - | - | - | 0 | 0 | 5   | 0  |
| Chorrillo FC · Panamá                                                                      | 1.ª           | 2014-15       | 1   | 0  | - | - | - | - | 0 | 0 | 1   | 0  |
| Chorrillo FC · Panamá                                                                      | 1.ª           | 2015-16       | 31  | 3  | - | - | - | - | 0 | 0 | 31  | 3  |
| Chorrillo FC · Panamá                                                                      | Total club    | Total club    | 37  | 3  | 0 | 0 | 0 | 0 | 0 | 0 | 37  | 3  |
| Columbus Crew SC Estados Unidos                                                            | 1.ª           | 2016          | 5   | 1  | 2 | 1 | - | - | 0 | 0 | 7   | 2  |
| Columbus Crew SC Estados Unidos                                                            | 1.ª           | 2017          | 8   | 0  | 0 | 0 | - | - | 0 | 0 | 8   | 0  |
| Columbus Crew SC Estados Unidos                                                            | 1.ª           | 2018          | 15  | 0  | 1 | 1 | - | - | 1 | 0 | 16  | 1  |
| Columbus Crew SC Estados Unidos                                                            | Total club    | Total club    | 28  | 1  | 3 | 2 | 0 | 0 | 1 | 0 | 31  | 3  |
| Pittsburgh Riverhounds Estados Unidos                                                      | 2.ª           | 2016          | 8   | 0  | 0 | 0 | - | - | 0 | 0 | 8   | 0  |
| Pittsburgh Riverhounds Estados Unidos                                                      | Total club    | Total club    | 8   | 0  | 0 | 0 | 0 | 0 | 0 | 0 | 8   | 0  |
| FC Cincinnati Estados Unidos                                                               |               |               |     |    |   |   |   |   |   |   |     |    |
| 2.ª                                                                                        | 2017          | 1             | 0   | 0  | 0 | - | - | 0 | 0 | 1 | 0   |    |
| Total club                                                                                 | Total club    | 1             | 0   | 0  | 0 | 0 | 0 | 0 | 0 | 1 | 0   |    |
| Chicago Fire Estados Unidos                                                                | 1.ª           | 2019          | 5   | 0  | 0 | 0 | 0 | 0 | 0 | 0 | 5   | 0  |
| Chicago Fire Estados Unidos                                                                | Total club    | Total club    | 5   | 0  | 0 | 0 | 0 | 0 | 0 | 0 | 5   | 0  |
| Las Vegas Lights FC Estados Unidos                                                         | 2.ª           | 2019          | 9   | 2  | 0 | 0 | 0 | 0 | 0 | 0 | 9   | 2  |
| Las Vegas Lights FC Estados Unidos                                                         | Total club    | Total club    | 9   | 2  | 0 | 0 | 0 | 0 | 0 | 0 | 9   | 2  |
| Cádiz CF · España                                                                          | 2.ª           | 2019-20       | 0   | 0  | 0 | 0 | 0 | 0 | 0 | 0 | 0   | 0  |
| Cádiz CF · España                                                                          | 1.ª           | 2020-21       | 0   | 0  | 0 | 0 | 0 | 0 | 0 | 0 | 0   | 0  |
| Cádiz CF · España                                                                          | Total club    | Total club    | 0   | 0  | 0 | 0 | 0 | 0 | 0 | 0 | 0   | 0  |
| Recreativo de Huelva · España                                                              | 3.ª           | 2019-20       | 4   | 0  | 0 | 0 | 0 | 0 | 0 | 0 | 4   | 0  |
| Recreativo de Huelva · España                                                              | Total club    | Total club    | 4   | 0  | 0 | 0 | 0 | 0 | 0 | 0 | 4   | 0  |
| Cádiz CF "B" · España                                                                      | 3.ª           | 2020-21       | 6   | 0  | 0 | 0 | 0 | 0 | 0 | 0 | 6   | 0  |
| Cádiz CF "B" · España                                                                      | Total club    | Total club    | 6   | 0  | 0 | 0 | 0 | 0 | 0 | 0 | 6   | 0  |
| CD Plaza Amador · Panamá                                                                   | 1.ª           | 2021          | 30  | 2  | 0 | 0 | 2 | 0 | 0 | 0 | 32  | 2  |
| CD Plaza Amador · Panamá                                                                   | Total club    | Total club    | 30  | 2  | 0 | 0 | 2 | 0 | 0 | 0 | 32  | 2  |
| Monagas SC · Venezuela                                                                     | 1.ª           | 2022          | 31  | 0  | 0 | 0 | 2 | 0 | 0 | 0 | 36  | 0  |
| Monagas SC · Venezuela                                                                     | Total club    | Total club    | 31  | 0  | 0 | 0 | 2 | 0 | 0 | 0 | 36  | 0  |
| Najran FC Arabia Saudita                                                                   | 2.ª           | 2022-23       | 9   | 0  | 0 | 0 | 0 | 0 | 0 | 0 | 9   | 0  |
| Najran FC Arabia Saudita                                                                   | Total club    | Total club    | 9   | 0  | 0 | 0 | 0 | 0 | 0 | 0 | 9   | 0  |
| CD Plaza Amador · Panamá                                                                   | 1.ª           | 2023          | 4   | 0  | 0 | 0 | 0 | 0 | 0 | 0 | 4   | 0  |
| CD Plaza Amador · Panamá                                                                   | Total club    | Total club    | 4   | 0  | 0 | 0 | 0 | 0 | 0 | 0 | 4   | 0  |
| Al-Jandal SC Arabia Saudita                                                                | 2.ª           | 2023-24       | 28  | 7  | 0 | 0 | 0 | 0 | 0 | 0 | 28  | 7  |
| Al-Jandal SC Arabia Saudita                                                                | Total club    | Total club    | 28  | 7  | 0 | 0 | 0 | 0 | 0 | 0 | 28  | 7  |
| Hapoel Ironi Kiryat Shmona Israel                                                          | 1.ª           | 2024-25       | 0   | 0  | 0 | 0 | 0 | 0 | 0 | 0 | 0   | 0  |
| Hapoel Ironi Kiryat Shmona Israel                                                          | Total club    | Total club    | 0   | 0  | 0 | 0 | 0 | 0 | 0 | 0 | 0   | 0  |
| Total carrera                                                                              | Total carrera | Total carrera | 200 | 15 | 3 | 2 | 4 | 0 | 1 | 0 | 210 | 17 |
| (1) Incluye datos de la U.S. Open Cup (2016, 2018) (2) Incluye datos de la Copa MLS (2018) |               |               |     |    |   |   |   |   |   |   |     |    |

### Selección nacional
| Selección         | Temporada     | Amistosos | Amistosos | Concacaf | Concacaf | Conmebol | Conmebol | Mundial | Mundial | Total | Total |
| Selección         | Temporada     | Part.     | Goles     | Part.    | Goles    | Part.    | Goles    | Part.   | Goles   | Part. | Goles |
| ----------------- | ------------- | --------- | --------- | -------- | -------- | -------- | -------- | ------- | ------- | ----- | ----- |
| Absoluta · Panamá | 2016          | 2         | 0         | 0        | 0        | -        | -        | -       | -       | 2     | 0     |
| Absoluta · Panamá | 2017          | 0         | 0         | -        | -        | -        | -        | -       | -       | 0     | 0     |
| Absoluta · Panamá | 2018          | 5         | 0         | -        | -        | -        | -        | 0       | 0       | 5     | 0     |
| Absoluta · Panamá | 2019          | -         | -         | -        | -        | -        | -        | -       | -       | 0     | 0     |
| Absoluta · Panamá | 2020          | -         | -         | -        | -        | -        | -        | -       | -       | 0     | 0     |
| Absoluta · Panamá | 2021          | -         | -         | 4        | 0        | -        | -        | -       | -       | 4     | 0     |
| Absoluta · Panamá | 2022          | 4         | 0         | 7        | 0        | -        | -        | -       | -       | 10    | 0     |
| Absoluta · Panamá | 2023          | 2         | 0         | 12       | 0        | -        | -        | -       | -       | 14    | 0     |
| Absoluta · Panamá | 2024          | 3         | 0         | 4        | 1        | 2        | 0        | -       | -       | 9     | 1     |
| Absoluta · Panamá | 2025          | -         | -         | 2        | 0        | -        | -        | -       | -       | 2     | 0     |
| Absoluta · Panamá | Total         | 16        | 0         | 30       | 1        | 4        | 0        | 0       | 0       | 51    | 1     |
| Total carrera     | Total carrera | 14        | 0         | 30       | 1        | 4        | 0        | 0       | 0       | 51    | 1     |

## Palmarés

### Títulos nacionales
| Título           | Club            | País   | Año    |
| ---------------- | --------------- | ------ | ------ |
| Primera división | Chorrillo FC    | Panamá | 2014-C |
| Primera división | CD Plaza Amador | Panamá | 2024-A |

### Distinciones individuales
| Distinción                                                 | Año  |
| ---------------------------------------------------------- | ---- |
| Jugador del Partido contra Bolivia en la Copa América 2024 | 2024 |